# بينيتو إراولا تي دي ليون
بينيتو إراولا تي دي ليون هو ضابط فلبيني، ولد في 21 مارس 1960 في تيغيغيوراو في الفلبين.